# 桂右之助
桂 右之助（かつら うのすけ、1903年 - 1971年3月6日）は、上方噺家（上方の落語家）、寄席囃子方。本名は鹿島 卯之助。師匠を持たずに活動した、当時としては異色の芸人で、晩年はあまり高座に上がらず、「ヘタリ」として劇場の下座を専門に受け持った。

## 略歴
現在の大阪府豊中市に生まれる。職を持ちながら寄席に通い、1920年頃、下足番に頼み込んだ末、太夫元（興行主）の岡田政太郎に認められ、落語家としての活動を許された。このような経緯のため、どこの門下にも属さなかった。岡田の計らいで本名の卯之助にちなんで「桂右之助」の高座名をもらった。桂 藤松を名乗っていた時期もある。
若手時代は初代桂春團治に気に入られ、多忙だった初代が到着するまで高座や座敷で時間をつなぐ「座持ち」を専任していたという。
2代目桂花團治に下座囃子の稽古を受け、下座として重宝され、晩年に至るまで、吉本興業の各劇場や、千土地興行の千日劇場でヘタリをつとめた。その一方、落語会などで落語を演じた。
喘息のため、故郷の豊中で死去した。

## 芸風・人物
得意ネタは『厄払い』『始末の極意』『みかん屋』など。
橘ノ圓都、3代目笑福亭福松、4代目桂文團治、初代桂南天らと同様、昭和期に滅びかけた上方落語全盛期を知る古老として、3代目桂米朝、3代目桂春団治ら若手を精力的に指導し、上方落語の継承に努めた。
米朝は右之助から、演じ方が分からなくなっていた『骨釣り』『矢橋船』などのあらすじを聴き取り、仕立て直した。
笑福亭松之助は右之助から、「時間を盗む」「お客によく分かる」演じ方を叩き込まれた。
楽屋では非常に几帳面で、着物、雑巾、鳴り物の道具などが整った形でテーブルに揃っていないと気になったという。漫才の西都ハロー・ジローのジローの義手まできっちり揃えていたというエピソードがある。